# Francisco Aguirre (vescovo)
Juan Francisco de Aguirre (Toledo, ... – Tropea, gennaio 1566) è stato un vescovo cattolico e giurista spagnolo.

## Biografia
Nato a Toledo, in provincia e arcidiocesi omonima, studiò diritto civile e canonico al Colegio Mayor de Oviedo dell'Università di Salamanca, conseguendo il dottorato in utroque iure.
Divenuto sacerdote, fu per un tempo vicario generale dell'arcivescovo di Saragozza prima del suo trasferimento a Napoli, dove il re di Spagna lo nominò reggente del Regno.
Nel 1540 o 1541 (secondo altri nel 1535) assunse il ruolo di giudice criminale della Gran Corte della Vicaria; nel 1542 fu invece Consigliere del Sacro regio consiglio.
Il 10 dicembre 1557, su proposta del re di Spagna Filippo II e ufficializzato da papa Paolo IV, ebbe la nomina a vescovo della diocesi di Crotone, sebbene questa data vada in contrasto con quanto riportato dall'Ughelli nella sua Italia Sacra e da Fiore nella sua Della Calabria illustrata: entrambi infatti collocano la sua nomina vescovile all'anno precedente, ossia il 1556, ma gli atti concistoriali rinvenuti dall'editore veneto di Italia Sacra sembrano invece confermare come anno di nomina il 1557. Nei registri del Sacro regio consiglio è riportata un'altra data di riferimento, ovvero l'aprile del 1558: in quel periodo Aguirre assunse la vicepresidenza del Consiglio, lasciando l'incarico il mese successivo per approdare nella città pitagorica a seguito della nomina vescovile.
Partecipò all'ultima sessione del concilio di Trento in data 4 dicembre 1563, dove risultò la sua firma come Franciscus de Aguirre Hispanus Episc. Cotronien.
Il 15 novembre 1564 passò alla diocesi di Tropea, dove intervenne anche al primo concilio provinciale presieduto da mons. Gaspare Ricciulli del Fosso, arcivescovo metropolita di Reggio Calabria.
Resse la diocesi di Tropea fino alla morte, avvenuta nel gennaio 1566.